# Конопчин
Конопчин (пол. Konopczyn) — село в Польщі, у гміні Моньки Монецького повіту Підляського воєводства.
Населення — 71 особа (2011).
У 1975-1998 роках село належало до Білостоцького воєводства.

## Демографія
Демографічна структура станом на 31 березня 2011 року:
|          | Загалом | Допрацездатний вік | Працездатний вік | Постпрацездатний вік |
| -------- | ------- | ------------------ | ---------------- | -------------------- |
| Чоловіки | 36      | 5                  | 27               | 4                    |
| Жінки    | 35      | 3                  | 19               | 13                   |
| Разом    | 71      | 8                  | 46               | 17                   |